# Amdorf (Herborn)
Amdorf ist der kleinste Stadtteil von Herborn im mittelhessischen Lahn-Dill-Kreis.

## Geographische Lage
Die Ortschaft Amdorf liegt mittig zwischen Schönbach und Uckersdorf am Dill-Zufluss Amdorfbach.

## Geschichte

### Ortsgeschichte
Die älteste bekannte schriftliche Erwähnung von Amdorf erfolgte im Jahr 1345. Dabei taucht der Ort in der schriftlichen Überlieferung mit der Namensform „Amberfe“ erstmals in dem in den Jahren nach 1351 verfassten Güter- und Stiftungsverzeichnis der Kapelle in Ballersbach auf. Der Ortsname wird vom Ambach abgeleitet. Um 1530 wurde die Reformation eingeführt. Im Jahr 1587 besaß Amdorf eine Kapelle und eine Schule. Eine überlieferte Bauinschrift von 1597 weist auf einen Neubau oder Umbau. Während des Dreißigjährigen Krieges wurde die Kirche baufällig und stürzte ein. 1722 folgte ein Neubau der Kirche, die 1782 instand gesetzt wurde. 1833/1834 entstand die heutige Kirche, die mit der Schule unter einem Dach kombiniert wurde. Zu Beginn der 1900er Jahre wurde Farberde im Bergbau abgebaut und in einer Mineralmühle aufbereitet. Sie besteht heute noch. Im Ort sind noch viele Fachwerkhäuser erhalten.
Amdorf hatte von 1906 bis 1959 im Personenverkehr und im Güterverkehr einen direkten Bahnanschluss durch die Bahnstrecke Herborn–Montabaur (Westerwaldquerbahn), die aber stillgelegt und größtenteils demontiert ist. Die Schule wurde 1968 geschlossen und an die Kirchengemeinde verkauft, die dort eine Küsterwohnung und einen Gemeinderaum einrichtete.
Hessische Gebietsreform (1970–1977)
Im Zuge der Gebietsreform in Hessen wurde die bis dahin selbständige Gemeinde Amdorf am 1. Dezember 1970 auf freiwilliger Basis in die Gemeinde Burg eingegliedert, die ihrerseits am 1. Januar 1977 durch das Gesetz zur Neugliederung des Dillkreises, der Landkreise Gießen und Wetzlar und der Stadt Gießen mit der Stadt Herborn und mehreren anderen Gemeinden zur Stadt Herborn zusammengeschlossen wurden. Für den Stadtteil Amdorf wurde, wie für die anderen eingemeindeten ehemals eigenständigen Gemeinden, ein Ortsbezirk mit Ortsbeirat und Ortsvorsteher nach der Hessischen Gemeindeordnung eingerichtet.

### Verwaltungsgeschichte im Überblick
Die folgende Liste zeigt die Herrschaftsgebiete und Staaten, in denen Amdorf lag, bzw. die Verwaltungseinheiten, denen es unterstand:
- vor 1739: Heiliges Römisches Reich, Grafschaft/Fürstentum Nassau-Dillenburg, Amt Herborn
- ab 1739: Heiliges Römisches Reich, Fürstentum Nassau-Diez, Amt Herborn
- 1806–1813: Großherzogtum Berg, Département Sieg, Arrondissement Dillenburg, Kanton Herborn
- 1813–1815: Fürstentum Nassau-Oranien, Amt Herborn
- ab 1816: Herzogtum Nassau[Anm. 1], Amt Herborn
- ab 1849: Herzogtum Nassau, Kreisamt Herborn[Anm. 2]
- ab 1854: Herzogtum Nassau, Amt Herborn
- ab 1867: Norddeutscher Bund[Anm. 3], Königreich Preußen, Provinz Hessen-Nassau, Regierungsbezirk Wiesbaden, Dillkreis[Anm. 4]
- ab 1871: Deutsches Reich, Königreich Preußen, Provinz Hessen-Nassau, Regierungsbezirk Wiesbaden, Dillkreis
- ab 1918: Deutsches Reich, Freistaat Preußen, Provinz Hessen-Nassau, Regierungsbezirk Wiesbaden, Dillkreis
- ab 1932: Deutsches Reich, Freistaat Preußen, Provinz Hessen-Nassau, Regierungsbezirk Wiesbaden, Landkreis Dillenburg
- ab 1933: Deutsches Reich, Freistaat Preußen, Provinz Hessen-Nassau, Regierungsbezirk Wiesbaden, Dillkreis
- ab 1944: Deutsches Reich, Freistaat Preußen, Provinz Nassau, Dillkreis
- ab 1945: Amerikanische Besatzungszone, Groß-Hessen, Regierungsbezirk Wiesbaden, Dillkreis
- ab 1946: Amerikanische Besatzungszone, Hessen, Regierungsbezirk Wiesbaden, Dillkreis
- ab 1949: Bundesrepublik Deutschland, Hessen, Regierungsbezirk Wiesbaden, Dillkreis
- ab 1968: Bundesrepublik Deutschland, Hessen, Regierungsbezirk Darmstadt, Dillkreis
- ab 1970: Bundesrepublik Deutschland, Hessen, Regierungsbezirk Darmstadt, Dillkreis, Gemeinde Burg[Anm. 5]
- ab 1977: Bundesrepublik Deutschland, Hessen, Regierungsbezirk Darmstadt, Lahn-Dill-Kreis, Gemeinde Burg
- ab 1978: Bundesrepublik Deutschland, Hessen, Regierungsbezirk Darmstadt, Lahn-Dill-Kreis, Stadt Herborn[Anm. 6]
- ab 1981: Bundesrepublik Deutschland, Hessen, Regierungsbezirk Gießen, Lahn-Dill-Kreis, Stadt Herborn

### Bevölkerung

#### Einwohnerentwicklung
(1961 und 1970 Volkszählungsergebnisse am 6. Juni bzw. am 27. Mai; ab 1984 jeweils am 31. Dezember)
| Amdorf: Einwohnerzahlen von 1834 bis 2020 | Amdorf: Einwohnerzahlen von 1834 bis 2020 | Amdorf: Einwohnerzahlen von 1834 bis 2020 | Amdorf: Einwohnerzahlen von 1834 bis 2020 | Amdorf: Einwohnerzahlen von 1834 bis 2020 |
| --- | ----------------------------------------- | ----------------------------------------- | ----------------------------------------- | ----------------------------------------- |
| Jahr |                                           |                                           |                                           | Einwohner                                 |
| 1834 | 1834                                      |                                           | 133                                       | 133                                       |
| 1840 | 1840                                      |                                           | 137                                       | 137                                       |
| 1846 | 1846                                      |                                           | 139                                       | 139                                       |
| 1852 | 1852                                      |                                           | 156                                       | 156                                       |
| 1858 | 1858                                      |                                           | 135                                       | 135                                       |
| 1864 | 1864                                      |                                           | 125                                       | 125                                       |
| 1871 | 1871                                      |                                           | 121                                       | 121                                       |
| 1875 | 1875                                      |                                           | 135                                       | 135                                       |
| 1885 | 1885                                      |                                           | 130                                       | 130                                       |
| 1895 | 1895                                      |                                           | 145                                       | 145                                       |
| 1905 | 1905                                      |                                           | 158                                       | 158                                       |
| 1910 | 1910                                      |                                           | 166                                       | 166                                       |
| 1925 | 1925                                      |                                           | 173                                       | 173                                       |
| 1939 | 1939                                      |                                           | 154                                       | 154                                       |
| 1946 | 1946                                      |                                           | 213                                       | 213                                       |
| 1950 | 1950                                      |                                           | 218                                       | 218                                       |
| 1956 | 1956                                      |                                           | 224                                       | 224                                       |
| 1961 | 1961                                      |                                           | 205                                       | 205                                       |
| 1967 | 1967                                      |                                           | 208                                       | 208                                       |
| 1970 | 1970                                      |                                           | 239                                       | 239                                       |
| 1984 | 1984                                      |                                           | 279                                       | 279                                       |
| 1987 | 1987                                      |                                           | 259                                       | 259                                       |
| 1991 | 1991                                      |                                           | 262                                       | 262                                       |
| 1997 | 1997                                      |                                           | 263                                       | 263                                       |
| 1999 | 1999                                      |                                           | 258                                       | 258                                       |
| 2003 | 2003                                      |                                           | 290                                       | 290                                       |
| 2008 | 2008                                      |                                           | 275                                       | 275                                       |
| 2011 | 2011                                      |                                           | 264                                       | 264                                       |
| 2014 | 2014                                      |                                           | 244                                       | 244                                       |
| 2018 | 2018                                      |                                           | 239                                       | 239                                       |
| 2020 | 2020                                      |                                           | 244                                       | 244                                       |
| Datenquelle: Historisches Gemeindeverzeichnis für Hessen: Die Bevölkerung der Gemeinden 1834 bis 1967. Wiesbaden: Hessisches Statistisches Landesamt, 1968. Weitere Quellen: nach 1970 Stadt Herborn: Einwohnerzahlen; Zensus 2011 |                                           |                                           |                                           |                                           |

#### Religionszugehörigkeit
Quelle: Historisches Ortslexikon
- 1885: 130 evangelische (= 100 %) Einwohner
- 1961: 169 evangelische (= 82,44 %) und 19 katholische (= 9,27 %) Einwohner

## Politik
Für Amdorf gibt es einen Ortsbeirat mit einem Ortsvorsteher. Der Ortsbeirat besteht aus vier Mitgliedern. Nach den Kommunalwahlen in Hessen 2016 ist Hans Joachim Gabel Ortsvorsteher.

## Kulturdenkmäler
Für die Kulturdenkmäler des Ortes siehe Liste der Kulturdenkmäler in Amdorf.

## Verkehr
Amdorf liegt an der Westerwaldquerbahn (Herborn-Bahnhof Rennerod-Westerburg-Wallmerod-Montabaur), jedoch ist diese stillgelegt und teilweise abgebaut.